# Pierre de Langle
Pour les articles homonymes, voir Langle.
Pierre de Langle est né à Évreux le 6 mars 1643 et mort à Boulogne 12 avril 1724, est un évêque et théologien janséniste français.

## Biographie
Pierre de Langle naît et est baptisé dans la paroisse Saint-Nicolas d'Évreux, il est le 3e fils de Mathieu seigneur de Mosny receveur des tailles de l'élection d'Évreux et de Marie de Resnel. Il commence ses études au collège d'Évreux et les poursuit au collège de Navarre à Paris où il est reçu bachelier en 1666 et docteur en 1670.  
Il est ordonné la même année et revient à Évreux où il devient chanoine en 1674 et grand pénitentiaire en 1678. En 1681 il est official et vicaire général. Il est choisi en 1690, à la sollicitation de Bossuet, dont il était l’ami, comme précepteur du comte de Toulouse, fils de Louis XIV et de Madame de Montespan. Il est abbé de Saint-Lô à partir du 24 décembre 1694. Il est désigné comme agent général du clergé de France lors de l'assemblée de 1697.
En 1698, Louis XIV le récompense de ses soins auprès de son élève, en le nommant évêque de Boulogne-sur-Mer (nomination du 29 mars 1698, bulles du 15 septembre suivant).
Pierre de Langle ne fait guère parler de lui avant la publication de la bulle Unigenitus par le Mandement qu’il publie en 1717, au sujet de son appel de cette bulle. Ce Mandement cause sa disgrâce à la cour, et entraîne des troubles violents dans son diocèse. Les habitants de Calais se soulèvent ; ceux de Quernes, en Artois, le reçoivent dans une visite à coups de pierres et de bâton.
Il prend alors une part importante dans le mouvement de l’Appel, avec Jean Soanen, Pierre de La Broue et l’évêque de Montpellier, Charles-Joachim Colbert de Croissy il est l'un des quatre premiers appelants. S’étant opposé, avec ce dernier, à l’accommodement de 1720, il est exilé dans son diocèse par le régent. Il demeure un adversaire acharné des jésuites et écarte le plus possible les Frères des écoles chrétiennes de son diocèse.

## Héraldique
D'après La Chesnaye-Desbois, il portait pour armoiries : d'azur à une fasce d'or accompagnée de deux glands de même, tigés et feuillés chacun d'une seule feuille de sinople, et en pointe d'une rose d'or.